# Tom Moustier
Tom Ludovic Jean-Baptiste Moustier (* 2. Mai 2002 in Aubagne) ist ein französischer Fußballspieler. Er steht bei Rot-Weiss Essen in der 3. Liga unter Vertrag.

## Karriere
Tom Moustier wurde in der Jugend des französischen Topklubs Olympique Marseille ausgebildet. Für Marseille kam er auf einige Einsätze in der viertklassigen National 2, wo er als Abwehrspieler in der B-Mannschaft eingesetzt wurde. Sein Debüt im Erwachsenenfußball gab er am 28. August 2021 bei einer 0:1-Auswärtsniederlage gegen GOAL FC. Danach kam er noch auf sechs weitere Einsätze für Olympique Marseille in Saison 2021/22.
Zur Saison 2022/23 wechselte Moustier zu Hannover 96, wo er der zweiten Mannschaft in der Regionalliga Nord zugeteilt wurde. Sein Debüt erfolgte am 1. Spieltag bei einem Heimspiel gegen FC Teutonia 05 Ottensen am 30. Juli 2022, ein Spiel, welches mit 2:0 gewonnen werden konnte. Wenige Wochen später erzielte Moustier sein erstes Tor für Hannover und im Herrenfußball, als er bei einer 1:4-Auswärtsniederlage beim VfB Lübeck am 4. Spieltag den Ehrentreffer für Hannover erzielen konnte. In seiner Debütsaison wurde er mit Hannover Dritter und kam insgesamt 31-mal zum Einsatz (7 Tore), wobei er als Mittelfeldspieler eingesetzt wurde. In der folgenden Saison 2023/24 war er erneut regelmäßig zum Einsatz und konnte diesmal mit Hannover II den Aufstieg in die 3. Liga feiern. In beiden Aufstiegsplayoffs gegen die Würzburger Kickers kam Moustier jeweils zum Einsatz.
Nach 60 Einsätzen in der Regionalliga (zehn Tore, sechs Vorlagen) schloss er sich zu Beginn der Saison 2024/25 Rot-Weiss Essen an, wo er einen Vertrag bis 2026 erhielt. Nach einer Verletzungspause zu Beginn der Saison nach einem Mittelfußbruch gab er am 25. September 2024 bei einem 3:1-Heimsieg gegen Borussia Dortmund II am 7. Spieltag sein Debüt in der 3. Liga. In der Rückrunde der Saison kam Moustier regelmäßig für die Essener zum Einsatz und war ein wichtiger beim sportlichen Aufschwung der Mannschaft (zweitbestes Team der Rückrunde und Platz 8 der Endtabelle). Diese Entwicklung wurde gekrönt durch sein Debüttor bei einem 4:2-Sieg gegen Erzgebirge Aue am 33. Spieltag.